# CAMP-beroende signaltransduktionsväg
cAMP-beroende signaltransduktionsvägar är en form av intracellulär signaltransduktionsväg som regleras av alfa-subenheten i vissa heterotrimera G-proteiner, som aktiveras av G-proteinkopplade receptorer.
Gαs resp. Gαi aktiverar respektive inhiberar enzymet adenylatcyklas, som omvandlar adenosintrifosfat till cykliskt adenosinmonofosfat, cAMP, som i sin tur aktiverar andra proteiner, bland annat serin/treoninkinaset proteinkinas A, PKA. PKA i sin tur påverkar aktiviteten hos en rad andra enzymer och proteiner:
- Enzymer som omvandlar glykogen till glukos.
- Enzymer som påverkar dromotropa och kronotropa aspekter av muskelkontraktionen i hjärtat, vilket bland annat ökar pulsen.
- Transkriptionsfaktorer, som styr genuttrycket.